# Taxi robot
Le taxi robot, souvent désigné par ses appellations en anglais Personal Rapid Transit (PRT), Personal Automated Transport (PAT) ou encore podcar, qui peuvent être traduites par « transport personnel automatisé » ou encore « transport rapide personnalisé », est un moyen de transport collectif léger permettant de se déplacer à la demande et sans arrêt intermédiaire dans de petits véhicules indépendants, en se déplaçant sur un chemin dévolu à ce moyen de transport. L'acronyme PRT a été introduit en 1978 par J. Edward Anderson.
Quatre systèmes de taxi robot sont en service passagers : à Morgantown à l'université de Virginie-Occidentale, mis en service en 1975, depuis novembre 2010 dans la ville nouvelle de Masdar City, Abou Dabi, à l'aéroport de Londres Heathrow, système ULTra, mis en service en mai 2011, dans la ville sud-coréenne de Suncheon depuis 2014. Avec des véhicules plus larges, le ParkShuttle (en) est en service à Rotterdam depuis 1999.
Le projet UrbanLoop est aussi proposé pour l'agglomération nancéienne en France.
À Paris, la RATP avait conduit une expérimentation entre 1970 et 1986, mais l'expérience ARAMIS, techniquement aboutie, n'a pas trouvé d'application et le projet est abandonné.

## Une déjà longue histoire

### Concepts et projets
Une revue historique du développement du PRT préparé par J. Edward Anderson en 1998 attribue les travaux les plus anciens à Donn Fichter qui a commencé à développer des concepts en 1953 qui ont abouti à une publication de 1964 intitulée «Individualized Automated Transit and the City». Cette première étude répondait à la nécessité d'un système de transport complet qui pourrait s'intègrer dans le paysage urbain avec les voies de guidage les plus petites et les moins chères possibles et un service conçu pour répondre aux besoins individuels des voyageurs avec les plus petits et les plus légers véhicules possibles.
Aux Etats-Unis une importante étude de recherche a été menée par la Aerospace Corporation entre 1968 et 1976. En 1968, l'entreprise a décidé d'utiliser la technologie aérospatiale pour résoudre les problèmes urbains et a conclu que le PRT aurait ce potentiel. Avec l'avènement du programme Apollo à la fin des années 1960 et l'intérêt pour les technologies de transport automatisé, l'Université de Virginie-Occidentale à Morgantown s'est intéressé aux systèmes PRT. L'Université était limitée en surface et répartie sur trois campus dans une ville aux rues encombrées. Un système PRT a été identifié comme la meilleure méthode pour déplacer les étudiants entre les campus et le système Alden staRRcar a été sélectionné pour une mise en œuvre après étude comparative. Le système de Morgantown a commencé un service limité en 1972 et a été étendu en 1975. Le système est un système entièrement automatisé, à la demande, système de transport en commun des stations hors ligne.
Dans les années 1970 sont organisées des conférences internationales majeures. Lors de l'exposition "Transpo72" à l'aéroport de Washington Dulles quatre systèmes furent réalisées des pistes de démonstration pour quatre systèmes : TTI, Monocab, Dashaveyor (en) (société Bendix) et ACT (Automatically Controlled Transportation) (en) (Ford Fairlane). Mais "Transpo72" était avant tout un projet de démonstration et non un programme de développement et n'a donc abouti à aucune avancée technologique.
Hors Etats-Unis, de nombreux programmes gouvernementaux nationaux développèrent la technologie PRT à la fin des années 1960 et au début des années 1970. Ces programmes comprenaient : Aramis (ARAMIS) en France, Cabtrack en Angleterre, Cabinentaxi et Krauss Maffei en Allemagne, CVS au Japon. Chacun de ces programmes a été financé avec le soutien du gouvernement central et comprenait des pistes de démonstration et programmes de test.
E, 1975, le Lea Compendium recensait onze systèmes en cours de développement : Aerial Transit System (projet Palomino), Aerospace Hight Capacity PRT, ARAMIS, Cabinentaxi/Cabinenlift, Cabtrack, CVS, Elan-SIG, Flyda Chair, Monocab (Rohr), TTI/Otis PRT, UMTA/Otis. Le système Rohr Monotrain sera expérimenté au Pearl Ridge Center à Hawaï et le système Ford au Fairlane Town Center.
D'autres systèmes peuvent également être notés comme le Jetrail (en) à l'aéroport de Dallas Lovefield et le Flyda Light Mass Transit.
Le résultat des premiers développement de PRT aux États-Unis est venu avec le rapport du Bureau de l'évaluation technologique au Congrès en juin 1975 intitulé «Automated Guideway Transit: An Assessment of PRT and Other New Systems». Ce rapport indiquait qu'il y avait de nombreux problèmes techniques à résoudre avec les systèmes PRT comprenant le développement de systèmes de contrôle informatique et de contrôle avancé. Selon les auteurs du rapport, l'AGRT avait plus de potentiel à court terme que le PRT Les recommandations du rapport ont conduit à une expansion du programme de transport rapide automatique sur site propre (AGRT) plutôt que des efforts de développement de PRT. De ce fait les projets et études concernant le PRT se firent beaucoup plus rares au cours des années suivantes en particulier du fait de l'arrêt des subventions fédérales.
À la suite de ces premières évaluations globalement négatives, le nombre de projets se réduisit sensiblement, mais le concept de taxi robot ne disparait pas. Vers la fin du XXe siècle et au début du siècle suivant apparaissent plusieurs projets comme le Parry People Movers (en) ou le système Futrex. Des projets émergent comme le FlyBy à Fornebu.
Pour diverses raisons techniques, économiques et politiques, aucun de ces programmes n'a évolué vers des systèmes commerciaux permanents. Seul le programme Cabinentaxi (en)a abouti à une application commerciale en 1975 à l'hôpital de Schwalmstadt-Ziegenhain, jusqu'en 2002. La majorité des systèmes avaient des problèmes techniques qui limitaient leur capacité ou impliquaient des coûts d'investissement élevés. Dans les années 1970, des systèmes avancés de communication et de contrôle n'étaient pas disponibles qui auraient pu prendre en charge des capacités plus élevées à moindre coût. Ces études de systèmes ont cependant contribué de manière significative à augmenter la base de connaissances sur la conception et les opérations des PRT. Par exemple, le système Cabinentaxi a été largement étudié par les gouvernements américain et allemand aboutissant en 1977 à une étude approfondie sur le développement et le déploiement des PRT.

### La traversée du désert

#### Un espoir, Taxi 2000
Presque seule aux Etats-Unis, la compagnie Raytheon Corporation s'engagea dans les années 1990 dans le projet PRT2000, tout d'abord dans un projet à Chicago en 1990, puis dans le cadre d'un programme du département des transports de Northeastern Illinois sous le nom de Taxi2000.
Le programme PRT le plus important entrepris fut celui du Regional Transportation Autorité (RTA) de Chicago. La première phase du programme a débuté en 1990 avec le financement d'études d'évaluation des technologies PRT concurrentes. Stone & Webster Engineering et Intamin AG furent sélectionnées pour ses évaluations ultérieures à partir de douze propositions concurrentes. La conception du Taxi 2000 était la composante technologique de la proposition Stone et Webster. Les études ont été achevées en 1992 et ont abouti au choix du design Taxi 2000 comme alternative préférée en 1993.
En juin 1993, dans le cadre de la deuxième phase du programme, le RTA a choisi Raytheon dans le cadre d'un partenariat public / privé pour le développement d'un système PRT. Aux termes de l'accord, le RTA et Raytheon ont financé conjointement un programme de développement de 40 millions $. Ce programme de trois ans devait compléter la conception du système Taxi 2000, concevoir divers composants du systèmes, développer un prototype sur piste d'essai et effectuer des tests de système. Malgré des tests réussis sur la piste d'essai de Marlborough et des résultats d'étude favorables, le système de démonstration n'a jamais été construit.
En 2000, le programme Raytheon / RTA a été annulé pour diverses raisons politiques, économiques et techniques, notamment le coût élevé de la construction du système résultant d'une grande infrastructure de guidage, des estimations de recouvrement des investissements trop faibles, un changement dans la direction au RTA et la peur des risques financiers des dirigeants locaux de Rosemont, ville dans laquelle devait être installé le système.

#### Des coûts de construction trop élevés pour un trafic trop faible
Les premiers projets de taxi robot nécessitaient de manière générale un site propre intégral ou une voie particulière fortement aménagée, ce qui rendaient leurs coûts d'installation trop élevés pour des systèmes de transport à relativement faible capacité. Les nouveaux projets, par exemple le système 2getthere, utilisent généralement des voies routières existantes aménagées et, grâce aux possibilités de guidage immatériel, de détection et de communication, permettent de mieux les insérer dans les infrastructures existantes, ce qui les rapprochent du concept d'autobus guidé voire du véhicule autonome.

## Pourquoi le taxi robot?
Les transports en commun traditionnels suivent un chemin prédéfini en s'arrêtant à des arrêts fixes. Un passager perd donc du temps d'abord en attendant de prendre le transport en commun, puis en s'arrêtant aux arrêts qui ne le concernent pas. En se rapprochant du modèle du taxi, le taxi robot est un service à la demande qui permet à un utilisateur d'appeler son véhicule quand il arrive à l'arrêt, et de lui donner sa destination finale, qu'il rejoindra sans arrêt intermédiaire. Complètement automatisé, c'est un ordinateur central qui se charge de coordonner les différents véhicules en évitant les collisions et en optimisant les temps de trajet et d'attente.
En 2002–2005, le projet EDICT, financé par l'Union européenne, a réalisé une étude de faisabilité du taxi robot dans quatre villes d'Europe (Cardiff, Huddinge, Eindhoven, Ciampino). L'étude fit participer 12 organisations qui conclurent que le PRT:
- fournirait aux futures villes un moyen de transport très accessible, adapté aux besoins de l'utilisateur, respectueux de l'environnement, durable et économique
- serait rentable et rembourserait l'investissement initial en grande partie
- fournirait un niveau de service supérieur à celui d'un moyen de transport conventionnel
- serait bien accepté par le public, à la fois celui prenant les transports en commun et celui utilisant sa voiture

| Proche de l'automobile           | - Les véhicules sont petits (typiquement entre deux et six passagers) - Les véhicules sont appelés par une personne, comme un taxi, et partagés uniquement avec les personnes voulues - Les véhicules parcourent un réseau de voies, durant un trajet qui est sans arrêt intermédiaire ou changement de véhicule - Les véhicules sont disponibles à toute heure (potentiellement) - Si possible, les arrêts se font en dehors du réseau principal de voies, permettant aux véhicules ne s'arrêtant pas de passer à grande vitesse à côté d'un véhicule arrêté. |
| Proche du tramway et du bus      | - Le moyen de transport est partagé par tous les utilisateurs - Les passagers montent et descendent à des arrêts prédéfinis |
| Proche de la navette automatique | - Tout est automatique, y compris le contrôle du véhicule, le choix du trajet, et le paiement du trajet |
| Particularités                   | - Le mouvement des véhicules est coordonné pour optimiser les flux - Les véhicules peuvent voyager très proches les uns des autres. Il est même possible de faire un "train" de véhicules séparés seulement de quelques centimètres, pour être plus aérodynamiques et ainsi moins consommer. |

## Les taxis robots dans le monde
Au début du XXIe siècle, seule une douzaine de systèmes ne sont pas définitivement abandonnés sans qu'aucun (sauf le PRT de Morgantown) n'ait donné lieu à de véritables réalisations opérationnelles permanentes avec passagers. Relancés par le programme européen EDICT, apparaissent de nouveaux projets comme le Skyweb express.
Après une longue période d'inactivités, les projets de taxi robot reprennent en utilisant de nouveaux systèmes de communication. Le premier projet de ce type mis est service est le Parkshuttle Rivium à Rotterdam. Dans la ville d'Uppsala en Suède fut construit un site de démonstration du système Vectus. Après tests, des systèmes furent installés dans la ville de Masdar à Abu Dhabi et à l'aéroport international d'Heathrow, respectivement en 2010 et 2011.En août 2009, la ville de San José lança un appel d'offres pour des études sur les possibilités d'installation d'un système PRT, mais le projet n'eut pas de suite. En septembre 2009, des projets d'installation de systèmes PRT ont été annoncés pour quatre villes suédoises : Stockholm, Södertälje, Umeå et Uppsala; non suivies d'effet toutefois, et dans la ville sud-coréenne de Suncheon où un système fut mis en service en 2013.
La tendance actuelle conçoit le taxi robot comme un réseau de transport automatisé (automated ou advanced transit network). En 2013, le nombre de fournisseurs possibles est évalué à vingt-quatre à des stades très divers d'avancement : seuls cinq peuvent se prévaloir d'installations en service (Boeing à Morgantown, ZF 2getthere, ULTra, WGH, Vectus), quatre d'avoir testé leur système sur des pistes d'essai (Cabintaxi, Induct, Intamin, Induct), cinq d'avoir construit des maquettes, cinq d'avoir fait des études de simulation et cinq sont au stade du concept.

### Taxis robot en service

#### Morgantown (Virginie-Occidentale) (1975)
Premier taxi robot à entrer en service commercial, il est resté pendant près de 35 ans le seul au monde. Il a pu contribuer à donner une mauvaise image du PRT à cause des difficultés techniques qu'il a rencontré à ses débuts. En 2019 il est encore en service. Il ne remplit pas tous les critères d'un PRT, notamment le service entièrement à la demande. Il est utilisé à West Virginia University pour relier les trois différents campus dont l'Université dispose, et est le principal moyen de transport des étudiants dans la ville. Ce système rencontre des difficultés de circulation notamment en hiver, lorsque le chauffage des pistes n'est plus suffisant pour fondre la glace ou la neige qui s'y trouve.

#### Masdar City (2010)

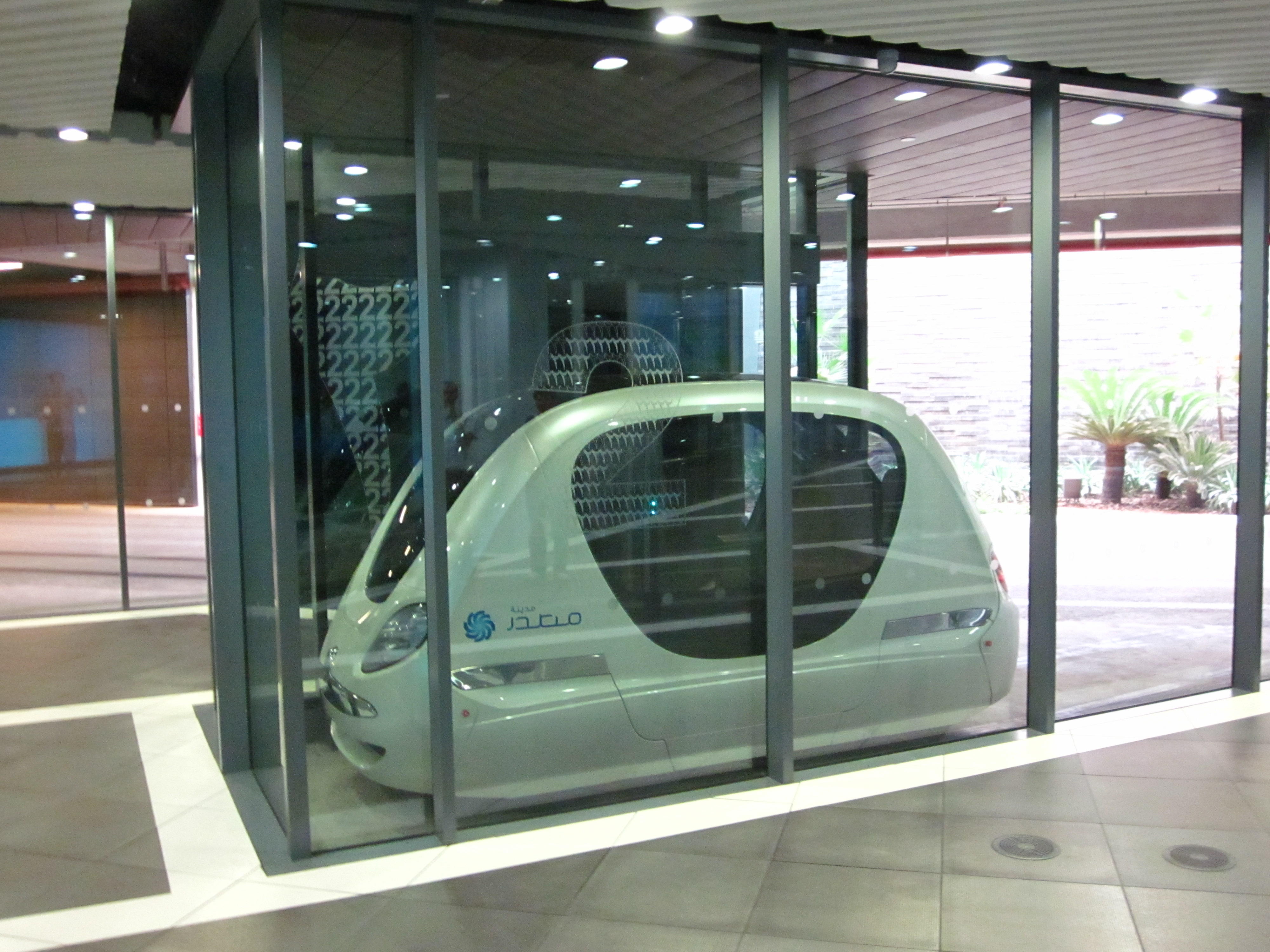
Véhicule du PRT de Masdar.

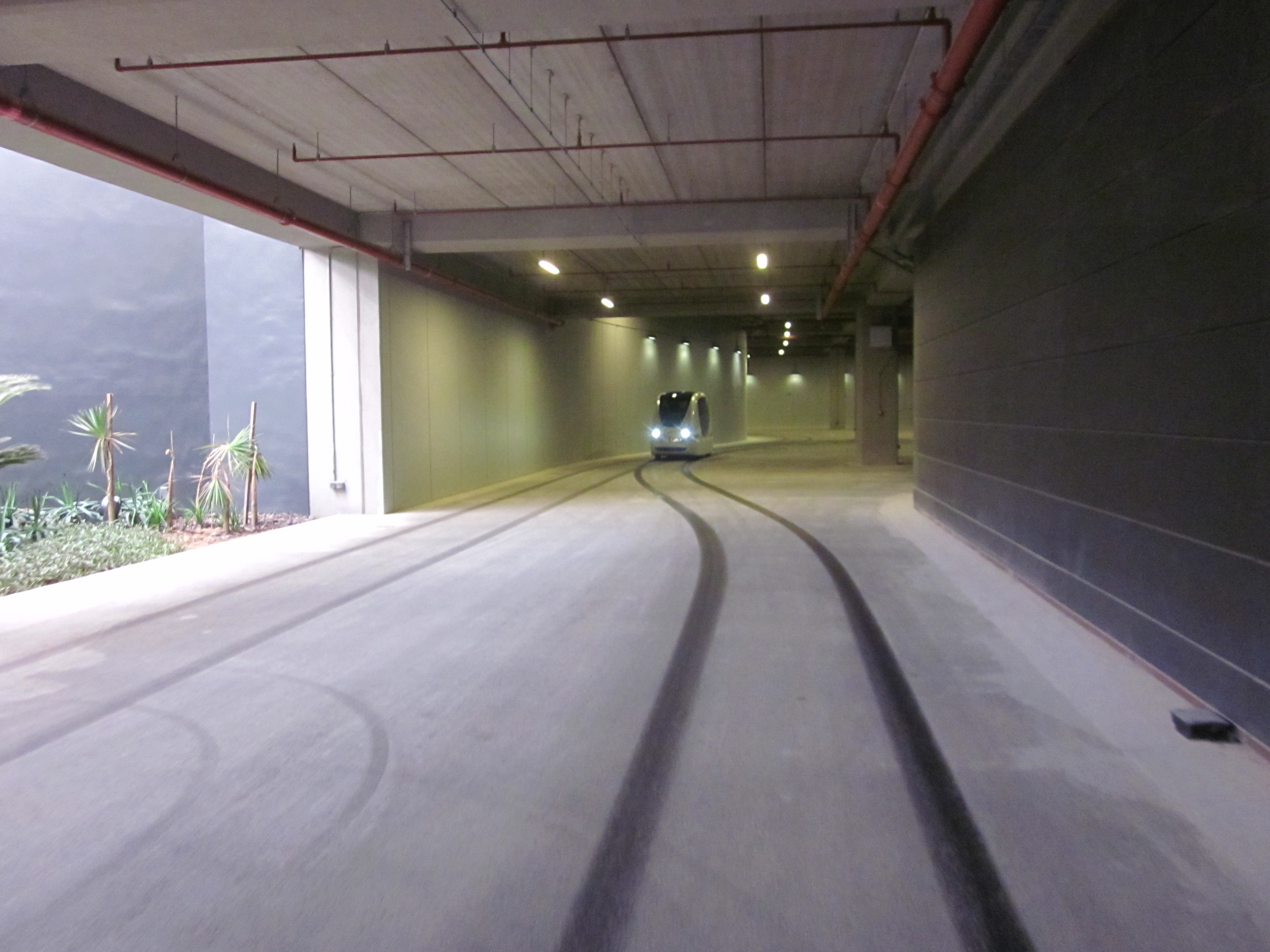
Véhicule dans un tunnel, arrivant à un évitement.

La ville nouvelle de Masdar City se revendique comme à zéro émission de carbone. Sa conception des transports ne prévoit pas de déplacement en voitures ou en autobus, mais en taxi robot.
Les véhicules de ce PRT système 2getthere (groupe ZF) se déplacent dans un réseau souterrain plusieurs mètres au-dessous de la surface. Il a été mis en service en novembre 2010, avec les premiers bâtiments de la ville. En complément, la ville lance également un projet de voitures électriques.
Les véhicules sont propulsés électriquement grâce à des batteries au lithium-phosphate. Ils circulent sur une voie équipée d'éléments magnétiques tous les cinq mètres qui les aident à se diriger. Quatre adultes et deux enfants peuvent tenir dans le véhicule.
Ils disposent de capteurs laser leur permettant d'anticiper les obstacles à venir. De plus, une sécurité dans le pare-chocs (celui-ci est en fait un long bouton) leur permet de s'arrêter au moindre choc frontal.
Pour la première phase de déploiement, la flotte est constituée de dix véhicules de quatre places adultes et de deux stations pour une ligne de 1,2 km qui ne circulera qu'entre le Masdar Institute of Science and Technology (en) et North Car Park.
En 2018, Masdar a annoncé que le producteur de véhicules autonomes NAVYA était le gagnant d'un concours mondial visant à étendre la prochaine phase du réseau de mobilité de Masdar City. NAVYA étendra le réseau de véhicules sans conducteur qui dessert la ville le long d'un itinéraire d'un kilomètre.

#### Aéroport de Londres Heathrow (2011)
Les véhicules sur pneus fonctionnent sur batterie. Ils circulent sur une piste en béton supportée par une structure en acier. Depuis 2011, en 1re phase de service pour le terminal 5avec une flotte de 21 véhicules. Si cette première phase se révèle concluante, l'exploitant étendra le service à tout l'aéroport.

#### Business Park Rivium, Capelle aan den IJssel, Pays-Bas (1999)
Le ParkShuttle (en) système 2getthere relie depuis 1999 le parc d'activités Rivium et le quartier résidentiel Fascinatio (tous deux situés dans la ville de Capelle aan den IJssel) ainsi que le parc d'affaires Brainpark III (situé dans la ville de Rotterdam) avec la station de métro et de bus Kralingse Zoom.
La ligne comprend 1,8 km de voie de guidage (à deux voies) (au niveau du sol) avec 6 véhicules reliant 5 stations. Chaque véhicule peut accueillir jusqu'à 20 personnes.
Suivant une période d'une première expérimentation avec la génération 1 à partir de février 1999, suivie d'une exploitation en direct à partir de novembre 2008, le contrat d'exploitation a récemment été attribué à Connexxion, garantissant la poursuite des opérations avec la génération 2. Depuis 2019, les véhicules de la génération 3 sont mis en service avec une ligne prolongée.

#### Suncheon (2014)
La ville de Sunvheon signa avec la société sud-coréenne POSCO un contrat pour installer un système de taxi robot en septembre 2009. La ligne Suncheon Wetlands SkyCube, en service depuis avril 2014, sur la base du système de la société Vectus, relie Suncheon’s ‘Dream Bridge’ avec the Suncheon Bay Ecological Park. Les 40 véhicules, capacité de 6 à 9 personnes assises plus les bagages, du  roulent sur une voie sur viaduc de 4,6 km de long double voie

### Les taxis robot en projet
Plusieurs villes ou entreprises étudient en 2010 la possibilité de mettre en place un taxi robot, principalement dans les zones à forte densité de déplacement.
L'entreprise américaine Unimodal développe un PRT suspendu du nom de SkyTran. Il est supporté par sustentation magnétique.
D'autres systèmes voient actuellement le jour, reposant sur les performances de systèmes et technologies toujours plus innovantes, comme l’intelligence artificielle favorisant une gestion du trafic plus efficace. Ce genre d'évolution accélère l'apparition de nouveaux systèmes de transport en commun dans l'Hexagone, comme le projet UrbanLoop actuellement développé dans la ville de Nancy et géré intégralement par informatique.
Le train léger autonome Taxirail, destiné aux territoires peu denses, s'approche de la définition de par ses fonctions permettant le transport à la demande et le platooning. Son entrée en service commercial est annoncée pour 2024.
La France a pour souhait de développer l'utilisation des robots-taxi en 2021. L'idée lancée en février 2019, reprend le modèle de Waymo à Phénix, et tend à être expérimenté sur des portions précises.
L'entreprise Volkswagen a également effectué des tests en Allemagne, dans la région de Munich, dans le cadre d'un accord avec Argo Al. Elle souhaite proposer à son tour, à l'horizon 2025, un service de véhicules autonomes à travers sa marque MOIA, dédiée aux nouvelles mobilités. MOIA propose également des services de mobilité en autopartage. En décembre 2017, le groupe a ainsi dévoilé son projet de monospace électrique. Destiné en priorité aux grandes villes, la conception de ce monospace s'est également accompagnée de services numériques de réservation de trajets ou de paiement à travers une application mobile.
Les systèmes, les anciens et les modernes
Liste des fournisseurs de réseaux de transport automatique (List of automated transit networks suppliers (en)).
Le tableau ci-dessous résume les bases de conception des systèmes de taxi robot les plus connus. Le taxi-robot incita bien des inventeurs à proposer des idées plus ou moins réalistes.
| Système                                 | Localisation                      | Actif ? | Statut | Capacité assise (par véhicule) | Voie                     | Suspendu/ Supporté                                   | Propulsion                                          | Énergie            |
| --------------------------------------- | --------------------------------- | ------- | --- | ------------------------------ | ------------------------ | ---------------------------------------------------- | --------------------------------------------------- | ------------------ |
| Morgantown (Boeing)                     | Virginie occidentale (États-Unis) | oui     | En service | 8 assis 12 debout              | Béton                    | Supporté                                             | moteurs tournants                                   | rail électrique    |
| ULTra (ATS Ltd)                         | Royaume-Uni                       | oui     | En service | 4                              | Béton, support acier     | Supporté, sur pneus                                  | moteurs tournants                                   | batteries          |
| 2getthere PRT                           | Pays-Bas                          | oui     | En service sur plusieurs sites dont dans la ville de Masdar | 6, 20                          | Béton                    | Supporté, sur pneus (dual-mode)                      | moteurs tournants                                   | batteries          |
| Vectus PRT (POSCO)                      | Corée du sud                      | oui     | En service | 4                              | Acier                    | Supporté, roues polyuréthane                         | moteur linéaire                                     | moteur sur la voie |
| Cabinentaxi (en)                        | Allemagne                         | oui     | Système en place: Approuvé dans les années 1980 par les organismes fédéraux de transports publics en Allemagne et aux États-Unis                                                                                                  | 3,12,18                        | Acier                    | les deux, roues élastomère plein                     | moteur linéaire                                     | rail électrique    |
| Critical Move                           | Portugal                          | oui     | En test sur site | 4 assis                        | Béton                    | Supporté, sur pneus                                  | moteurs tournants                                   | batteries          |
| Shweeb                                  | Rotorua, Nouvelle-Zélande         | oui     | Le Shweeb est un monoplace fonctionnant grâce à l'énergie humaine. Suspendu à un rail de guidage, il est propulsé par pédalage comme un vélo. Un prototype à usage ludique existe dans un parc d'attractions en Nouvelle-Zélande. | 1                              | Acier                    | Suspendu                                             | propulsion humaine, vélo                            | musculaire         |
| PRT2000 (Raytheon)                      | États-Unis                        | Non     | Prototype complet | 4                              | Acier                    | Supporté                                             | moteurs tournants                                   |                    |
| ARAMIS                                  | France                            | Non     | Prototype complet testé et abandonné faute de projet | 8                              | Acier                    | Supporté                                             | Moteurs tournants                                   | rail électrique    |
| Monocab/Rohr ROMAG (en)(Rohr, Inc.)     | États-Unis                        | Non     | Prototype complet, exposé à Transpo '72 | 40                             | Béton                    | Les deux, roues élastomère (Monocab), maglev (ROMAG) | moteurs tournant (Monocab), moteur linéaire (ROMAG) |                    |
| Cabtrack                                | Royaume-Uni                       | Non     | Prototype complet | 4                              |                          |                                                      | moteurs tournants                                   |                    |
| Computer-controlled Vehicle System (en) | Japon                             | Non     | Prototype complet | 4                              | Acier                    | Supporté, sur pneus                                  | moteurs tournants                                   |                    |
| Skyweb Express (Taxi2000)               | Minnesota (États-Unis)            | oui     | Prototype partiel | 3                              | Acier                    | Supporté, sur pneus                                  | moteur linéaire                                     | rail électrique    |
| Launchpoint Technologies SPM Maglev     | États-Unis                        | oui     | Testé | ?                              | ?                        | Supporté, sustentation magnétique                    | Moteur linéaire                                     |                    |
| MISTER                                  | Pologne                           | oui     | Prototype partiel (maquette cabine) | 5                              | Acier                    | Suspendu                                             | moteurs tournants                                   |                    |
| JPods                                   | États-Unis                        | oui     | Maquette cabine | 4                              | Aluminium, support acier | Suspendu, roues polyuréthane                         | moteurs tournants                                   |                    |
| SkyTaxi                                 | Russie                            | oui     | Concept | 1,2,4                          | Acier                    | Supporté                                             | moteurs tournants                                   |                    |
| Skycab AB Skycab                        | Suède                             | oui     | Concept | ?                              | ?                        | Supporté                                             | ?                                                   |                    |
| Interstate Traveller                    | États-Unis                        | oui     | Concept | ?                              | ?                        | Supporté                                             | ?                                                   |                    |